# Campeonato Mundial de Atletismo de 2017 - Revezamento 4x400 m masculino
A competição dos 4 x 400 metros estafetas masculino no Campeonato Mundial de Atletismo de 2017 foi realizada no Estádio Olímpico de Londres nos dias 12 e 13 de agosto. Trinidade e Tobago levou a medalha de ouro. 

## Recordes
Antes da competição, os recordes eram os seguintes:
| Recorde mundial                               | Andrew Valmon, Quincy Watts · Butch Reynolds, Michael Johnson (USA)                  | 2:54.29 | Estugarda, Alemanha         | 22 de agosto de 1993   |
| Recorde do campeonato                         | Andrew Valmon, Quincy Watts · Butch Reynolds, Michael Johnson (USA)                  | 2:54.29 | Estugarda, Alemanha         | 22 de agosto de 1993   |
| Recorde do ano                                | Richard Rose, My'Lik Kerley · Robert Grant, Fred Kerley (USA)                        | 2:59.95 | Eugene, Estados Unidos      | 7 de junho de 2017     |
| Recorde africano                              | Clement Chukwu, Jude Monye · Sunday Bada, Enefiok Udo-Obong (NGA)                    | 2:58.68 | Sydney, Austrália           | 30 de setembro de 2000 |
| Recorde asiático                              | Shunji Karube, Koji Ito · Jun Osakada, Shigekazu Omori (JPN)                         | 3:00.76 | Atlanta, Estados Unidos     | 3 de agosto de 1996    |
| Recorde da América do Norte, Central e Caribe | Andrew Valmon, Quincy Watts · Butch Reynolds, Michael Johnson (USA)                  | 2:54.29 | Estugarda, Alemanha         | 22 de agosto de 1993   |
| Recorde da América do Sul                     | Eronilde de Araújo, Cleverson da Silva · Claudinei da Silva, Sanderlei Parrela (BRA) | 2:58.56 | Winnipeg, Canadá            | 30 de julho de 1999    |
| Recorde europeu                               | Iwan Thomas, Mark Richardson · Jamie Baulch, Roger Black (GBR)                       | 2:56.60 | Atenas, Grécia              | 3 de agosto de 21996   |
| Recorde da Oceania                            | Bruce Frayne, Gary Minihan · Rick Mitchell, Darren Clark (AUS)                       | 2:59.70 | Los Angeles, Estados Unidos | 11 de agosto de 1984   |

Os seguintes recordes foram estabelecidos durante esta competição: 
| Recorde             | Tempo   | Atletas                                                        | Nacionalidade     | Data                 |
| ------------------- | ------- | -------------------------------------------------------------- | ----------------- | -------------------- |
| Melhor marca do ano | 2:58.12 | Jarrin Solomon, Jereem Richards Machel Cedenio, Lalonde Gordon | Trinidad e Tobago | 13 de agosto de 2017 |
| Melhor marca do ano | 2:59.23 | Wilbert London III, Bryshon Nellum Michael Cherry, Tony McQuay | Estados Unidos    | 12 de agosto de 2017 |

## Medalhistas
| Ouro                                                                                | Prata                                                                                           | Bronze                                                                                          |
| Trinidad e Tobago · Jereem Richards · Machel Cedenio · Lalonde Gordon · Renny Quow* | Estados Unidos · Wilbert London III · Gil Roberts · Michael Cherry · Fred Kerley · Tony McQuay* | Grã-Bretanha · Matthew Hudson-Smith · Rabah Yousif · Dwayne Cowan · Martyn Rooney · Jack Green* |

(*) Disputaram apenas as eliminatórias

## Calendário
| Data                 | Horário | Fase          |
| -------------------- | ------- | ------------- |
| 12 de agosto de 2017 | 11:50   | Eliminatórias |
| 13 de agosto de 2017 | 21:15   | Final         |

Todos os horários estão no horário local (UTC+1)

## Resultados

### Eliminatórias
Qualificação: Três primeiros de cada bateria (Q) e os dois melhores tempos (q) 
| Pos. | Série | Raia | Nacionalidade     | Atletas                                                             | Tempo   | Notas                |
| ---- | ----- | ---- | ----------------- | ------------------------------------------------------------------- | ------- | -------------------- |
| 1    | 2     | 9    | Estados Unidos    | Wilbert London III, Bryshon Nellum, Michael Cherry, Tony McQuay     | 2:59.23 | Q,                   |
| 2    | 2     | 8    | Trinidad e Tobago | Renny Quow, Jereem Richards, Machel Cedenio, Lalonde Gordon         | 2:59.35 | Q,                   |
| 3    | 2     | 3    | Bélgica           | Dylan Borlée, Jonathan Borlée, Robin Vanderbemden, Kevin Borlée     | 2:59.47 | Q,                   |
| 4    | 2     | 6    | Grã-Bretanha      | Rabah Yousif, Dwayne Cowan, Jack Green, Martyn Rooney               | 3:00.10 | q,                   |
| 5    | 2     | 4    | França            | Ludvy Vaillant, Thomas Jordier, Mamoudou Hanne, Teddy Atine-Venel   | 3:00.93 | q,                   |
| 6    | 1     | 9    | Espanha           | Óscar Husillos, Lucas Búa, Darwin Echeverry, Samuel García          | 3:01.72 | Q,                   |
| 7    | 1     | 7    | Polónia           | Kajetan Duszyński, Łukasz Krawczuk, Tymoteusz Zimny, Rafał Omelko   | 3:01.78 | Q,                   |
| 8    | 1     | 5    | Cuba              | William Collazo, Adrian Chacón, Leandro Zamora, Yoandys Lescay      | 3:01.88 | Q,                   |
| 9    | 1     | 8    | Jamaica           | Peter Matthews, Steven Gayle, Jamari Rose, Rusheen McDonald         | 3:01.98 | Recorde da temporada |
| 10   | 1     | 3    | Índia             | Kunhu Muhammed, Amoj Jacob, Mohammad Anas, Arokia Rajiv             | 3:02.80 | Recorde da temporada |
| 11   | 1     | 4    | Bahamas           | Alonzo Russell, Michael Mathieu, O'Jay Ferguson, Ramon Miller       | 3:03.04 | Recorde da temporada |
| 12   | 1     | 2    | Colômbia          | Jhon Alexander Solís, Diego Palomeque, Yilmar Herrera, Jhon Perlaza | 3:03.68 | Recorde da temporada |
| 13   | 2     | 5    | Brasil            | Lucas Carvalho, Alexander Russo, Anderson Henriques, Hugo de Sousa  | 3:04.02 | Recorde da temporada |
| 14   | 2     | 7    | Botswana          | Onkabetse Nkobolo, Baboloki Thebe, Nijel Amos, Karabo Sibanda       | 3:06.50 |                      |
| 15   | 2     | 2    | Japão             | Kentaro Sato, Yuzo Kanemaru, Kazushi Kimura, Kosuke Horii           | 3:07.29 |                      |
| 16   | 1     | 6    | Turquia           | Ahmet Kasap, Batuhan Altıntaş, Mahsum Korkmaz, Yavuz Can            | 3:15.45 |                      |

### Final
A final da prova ocorreu dia 13 de agosto às 21:15. 
| Pos.              | Raia | Nacionalidade     | Atletas                                                            | Tempo   | Notas                |
| ----------------- | ---- | ----------------- | ------------------------------------------------------------------ | ------- | -------------------- |
| Medalha de ouro   | 7    | Trinidad e Tobago | Jarrin Solomon, Jereem Richards, Machel Cedenio, Lalonde Gordon    | 2:58.12 | ,                    |
| Medalha de prata  | 4    | Estados Unidos    | Wilbert London III, Gil Roberts, Michael Cherry, Fred Kerley       | 2:58.61 | Recorde da temporada |
| Medalha de bronze | 3    | Grã-Bretanha      | Matthew Hudson-Smith, Rabah Yousif, Dwayne Cowan, Martyn Rooney    | 2:59.00 | Recorde da temporada |
| 4                 | 9    | Bélgica           | Robin Vanderbemden, Jonathan Borlée, Dylan Borlée, Kevin Borlée    | 3:00.04 |                      |
| 5                 | 6    | Espanha           | Óscar Husillos, Lucas Búa, Darwin Echeverry, Samuel García         | 3:00.65 | Recorde nacional     |
| 6                 | 8    | Cuba              | William Collazo, Adrian Chacón, Osmaidel Pellicier, Yoandys Lescay | 3:01.10 | Recorde da temporada |
| 7                 | 5    | Polónia           | Kajetan Duszyński, Rafał Omelko, Łukasz Krawczuk, Tymoteusz Zimny  | 3:01.59 | Recorde da temporada |
| 8                 | 2    | França            | Ludvy Vaillant, Thomas Jordier, Mamoudou Hanne, Teddy Atine-Venel  | 3:01.79 |                      |

Legenda
| Recorde mundial       | Recorde mundial (World record)               |                       | Recorde africano                      | Recorde africano (African) |                                           | Q | Classificado por posição (Qualified) |
| Recorde do campeonato | Recorde do campeonato (Championship record)  | Recorde da América    | Recorde da América (Americas)         | q                          | Classificado por melhor tempo (Qualified) |   |                                      |
| Melhor marca do ano   | Melhor marca do ano (World leading)          | Recorde asiático      | Recorde asiático (Asian)              | DNS                        | Não largou (Did not start)                |   |                                      |
| Recorde nacional      | Recorde nacional (National record)           | Recorde europeu       | Recorde europeu (European)            | DNF                        | Não terminou (Did not finish)             |   |                                      |
| Recorde pessoal       | Recorde pessoal do atleta (Personal best)    | Recorde da Oceania    | Recorde da Oceania (Oceania)          | DSQ / DQ                   | Desclassificado (Disqualified)            |   |                                      |
| Recorde da temporada  | Recorde da temporada do atleta (Season best) | Recorde sul-americano | Recorde sul-americano (South America) | NM                         | Sem marca (No mark)                       |   |                                      |